# Palais archiépiscopal orthodoxe de Mostar
Le palais archiépiscopal orthodoxe ou palais du mitropolite est situé en Bosnie-Herzégovine, sur le territoire de la ville de Mostar. Construit entre 1908 et 1910 sur des plans de l'architecte Karel Pařík, il est inscrit sur la liste des monuments nationaux de Bosnie-Herzégovine.